# Dramatisation de la douleur
La « dramatisation de la douleur » est la tendance pour une personne (ou un groupe) à décrire une expérience de douleur en termes exagérés. 

## Eléments de définition
Cette tendance est généralement accompagnée d'une douleur morale et d'une propension à davantage ruminer (par exemple, « Je n'arrêtais pas de penser 'c'est terrible' ») et/ou à se sentir plus impuissant face à l'expérience (« Je pensais que ça n'irait jamais mieux »).
Statistiquement parlant, les personnes  rapportant ayant avoir de fréquentes pensées de ce type lors d'une expérience de douleur sont plus susceptibles de qualifier la douleur de plus intense que celles qui rapportent moins de telles pensées.

## Enjeux
Une hypothèse étudiée par les sciences humaines et médicales est que la tendance individuelle à plus ou moins dramatiser ou catastrophiser une situation de douleur joue un rôle important, voire parfois causal, dans l'expérience de la douleur, car amenant la personne à ressentir la douleur avec plus d'intensité. Cette "dramatisation" pourrait modifier la perception de la douleur, en modifiant l'attention et l'anticipation, et en augmentant les réponses émotionnelles à cette douleur. On ne peut pas encore exclure, cependant, la possibilité que tout ou partie de ce qui apparait comme une dramatisation puissent en réalité être le produit d'une expérience de douleur réelle et intense, plutôt que sa cause. 
Autrement dit, plus la douleur est intense pour la personne, plus cette dernière est susceptible d'avoir des pensées à ce sujet, ce qui correspond à la définition de la dramatisation.

## Mesures
Les composantes de la dramatisation 'primaires' ont longtemps fait l'objet de débats, faute d'unité de mesure consensuelle. 
Une échelle de catastrophisation de la douleur (PCS) a été mise au point par Michael JL Sullivan, Scott R. Bishop et Jayne Pivik. Elle permet d'auto-évaluer 13 éléments, critères de catastrophisation de la douleur. Chaque item est ensuite évalué sur une échelle de 5 points : de 0 (pas du tout) à 4 (tout le temps). L'échelle est divisé en trois sous-échelles : grossissement, rumination et impuissance. L'outil produit un indice valide de catastrophisme, utilisable dans pour des populations cliniques et non cliniques. 
On émet l'hypothèse que la dramatisation de la douleur est liée à divers niveaux de douleur, d'incapacité physique et d'incapacité psychologique (dans les populations cliniques et non cliniques).[réf. nécessaire]

### Échelle de dramatisation de la douleur
1. « Je m'inquiète tout le temps de savoir si la douleur va enfin s'arrêter. (H) »
2. « Je sens que je ne peux pas continuer. (H) »
3. « C'est terrible et je pense que ça ne s'améliorera jamais. (H) »
4. « C'est affreux et j'ai l'impression que ça me dépasse. (H) »
5. « Je sens que je ne peux plus le supporter. (H) »
6. « J'ai peur que la douleur s'aggrave. (M) »
7. « Je pense à d'autres expériences douloureuses. (M) »
8. « Je veux anxieusement que la douleur s'en aille. (R) »
9. « Je n'arrive pas à garder ça hors de mon esprit. (R) »
10. « Je n'arrête pas de penser à combien ça fait mal. (R) »
11. « Je n'arrête pas de penser à quel point je veux que la douleur s'arrête. (R) »
12. « Je ne peux rien faire pour réduire l'intensité de la douleur. (H) »
13. « Je me demande si quelque chose de grave peut arriver. (M) »

(Remarque : pour les éléments énumérés ci-dessus, (R signifie Rumination, (M : Grossissement de la réalité et H : Impuissance (sentiment). )
C'est le premier outil de mesure d'auto-évaluation principalement centré sur la « dramatisation » ; il complète d'autres systèmes de mesure autoévaluées (ex : questionnaire sur les stratégies d'adaptation (CSQ), échelle d'auto-déclarations liées à la douleur (PRSS) et inventaire des stratégies d'adaptation cognitives (CCS) qui avaient des sous-échelles destinées à  évaluer la dramatisation de la douleur mais qui n'exploraient pas les dimensions spécifiques du phénomène de dramatisation.
Les participants expriment leur évaluation de leurs expériences passées de la douleur ; ils évaluent  dans quelle mesure diverses déclarations correspondent à leurs pensées et à leurs sentiments du moment. Plusieurs études ont montré que le résultat de l'échelle PCS était invariant, avec une plus grande précision dans la structure à trois facteurs obliques, entre les sexes et les groupes cliniques et non cliniques. 

## Différence selon le genre
Une étude axée sur le sexe a en effet montré indiqué que les sujets féminins signalaient des expériences de douleur plus fréquentes, une intensité variable avec une persistance accrue et des tolérances et des seuils de douleur plus faible . Une autre étude faite l'année suivante n'a trouvé aucune différence.
Cependant, il est important de considérer que les participants évaluent des expériences de douleur de leur passé ; le niveau global de douleur ressentie n'est pas ici contrôlé selon le sexe.
Si les participantes ont, en moyenne, dans la première étude, ressenti une douleur plus intense et/ou persistante dans le passé que les participants masculins, cela pourrait aussi expliquer leur approbation plus élevée des éléments liés à la dramatisation de la douleur. 
Des études plus contrôlées sont urgentes et nécessaires pour démêler ces questions de cause à effet.

## Dans le contexte social
Avec des modifications minimes, le PCS permet d'aborder le sujet de la dramatisation de la douleur selon le contexte social. 
Une étude a ainsi porté sur les aspects sociaux (parents d'enfants handicapés et conjoints) de personnes souffrant de douleur chronique, montrant que ce contexte détermine les problèmes de stress et de dépression liés à la maladie qui découlent de la dramatisation de la douleur de la part des parents (ou proches) à propos de la douleur subie  par leur enfant (ou un malade proche). 
De même, à propos de la dramatisation de la douleur au sein du couple ou entre partenaires amoureux : le niveau de dramatisation de la douleur chronique par l'un des conjoints  correspond aux niveaux de dépression et d'évaluation de la gravité de la douleur chez les deux conjoints.

### Applications
La recherche sur la dramatisation de la douleur laisse penser que la pensée dramatisante est souvent associée à une expérience plus intense de la douleur. 
Cette pensée amènerait la personne à ressentir plus intensément la douleur, ce qui pourrait ensuite la conduire à une utilisation accrue de médicaments, de soins de santé et à des séjours hospitaliers plus longs.
En suivant cette logique, une approche thérapeutique abordant la pensée dramatisante pourrait, par exemple avec l'aide d'un psychologue, diminuer l'intensité de la douleur ressentie, ce qui pourrait secondairement réduire l'utilisation des soins de santé. L'utilisation d'échelles telles que le PCS peut être utile pour mesurer la "douleur dramatisée" dans ces contextes.

## Traitement
Les résultats de différentes thérapies cognitivo-comportementales dans la lutte contre les douleurs chroniques— hors migraine et cancer — ont fait l'objet d'une revue Cochrane en 2020. La thérapie d'acceptation et d'engagement semble avoir donné des résultats sur la diminution de la douleur, mais sur la base d'études jugées comme étant de faible qualité. 
Elle est généralement dispensée dans le cadre de séances de psychothérapie (individuelles ou de groupe) relatives à la gestion de la douleur. Ces sessions et cours s'étendent généralement sur 6 à 12 semaines, et couvrent différents sujets psycho-comportementaux, visant une dédramatisation de la douleur. 
En 2014, des chercheurs de l'Université de Stanford ont conclu qu'un cours en une seule session (spécifiquement créé pour traiter la dramatisation de la douleur) était efficace ; à ce jour, c'est cependant la seule étude sur le sujet, les autres ne répondant pas aux normes habituelles requises pour les études d'intervention de traitement médical (par exemple, lorsque les patients sont assignés au hasard à un traitement ou à une condition de contrôle appropriée, et les patients ne savent pas on s'attend à ce que la condition soit associée au meilleur résultat)[pas clair].